# 惠南镇
惠南镇是中国上海市浦东新区下辖的一个镇。面积65.78平方公里。户籍人口有12.5万人，而常住人口则有31万人。被列入国家级非物质文化遗产代表性项目名录，由鞠士林创造的浦东派琵琶源于此，惠南镇亦是上海著名节庆旅游品牌「上海桃花节」的发源地。

## 历史沿革
明洪武十九年（1386年）建“南汇城”，城内为镇区，城外为乡村。镇区原来筑有方形城墙，四面各长约1公里，在1950年代陆续被拆除。1934年取“有惠于南汇”之意而得名并沿用至今。惠南镇曾经是原南汇县的县城和改制后原南汇区人民政府所在地。1995年2月原惠南乡并入。2003年4月原黄路镇并入。2009年5月随南汇区一起被划入浦东新区。

## 行政区划
惠南镇下辖东门居委会、南门居委会、北门居委会、荡湾居委会、西门居委会、听北居委会、听南居委会、梅花居委会、东城居委会、黄路居委会、卫星居委会、红光居委会、靖海居委会、海燕居委会、泰燕社区居委会、迎薰社区居委会、西迎社区居委会、明光居委会、观海居委会、学海居委会、惠城居委会、西门村村委会、城北村村委会、明光村村委会、民乐村村委会、红光村村委会、长江村村委会、陆路村村委会、勤丰村村委会、惠东村村委会、塘路村村委会、灶路村村委会、英雄村村委会、同治村村委会、双店村村委会、六灶湾村村委会、桥北村村委会、四墩村村委会、团结村村委会、幸福村村委会、黄路村村委会、远东村村委会、海沈村村委会、东征村村委会、永乐村村委会、陆楼村村委会、城南村村委会、陶桥村村委会、徐庙村村委会、汇南村村委会。